# ウェイン・ブラウン
ウェイン・ジョナサン・ブラウン（Wayne Jonathan Brown、1988年8月6日 - ）は、イングランド・キングストン・アポン・テムズ区出身の元サッカー選手。現役時代のポジションはMF。

## 経歴
フラムFCのユース出身で同クラブにてプロデビューを飾る。2016年3月にヴェイッカウスリーガのセイナヨエン・ヤルカパッロケルホを退団すると、同年5月16日にAリーグのニューカッスル・ユナイテッド・ジェッツFCへ2年契約で加入した。

## 所属クラブ
- フラムFC 2007-2010

→  ブレントフォードFC 2008.2-5 (loan)
→  トゥルン・パロセウラ 2009.4-10 (loan)
→  ブリストル・ローヴァーズFC 2010.2-3 (loan)
- ブリストル・ローヴァーズFC 2010-2012.12
- トゥルン・パロセウラ 2013.1-2014.1
- セイナヨエン・ヤルカパッロケルホ 2014.1-2016.3
- ニューカッスル・ユナイテッド・ジェッツFC 2016.5-2018.8
- サットン・ユナイテッドFC 2018.8-2021

→  ウォルトン・コーサルズFC 2021